# Platypalpus chillcotti
Platypalpus chillcotti is een vliegensoort uit de familie van de Hybotidae. De wetenschappelijke naam van de soort is voor het eerst geldig gepubliceerd in 1981 door Chvala.